# Jonni Sarkkinen
Jonni Kunnari Sarkkinen (ur. 29 kwietnia 2002) – fiński zapaśnik walczący w stylu klasycznym. Olimpijczyk z Paryża 2024, gdzie zajął trzynaste miejsce w kategorii 77 kg.
Zajął 24. miejsce na mistrzostwach świata w 2023. Mistrz Europy U-23 w 2023 i trzeci w 2025. Drugi na ME juniorów w 2022 i trzeci w 2021 roku.